# José Luis Garci
Pour les articles homonymes, voir José Luis García, García et Garci.
José Luis García Muñoz dit José Luis Garci est un scénariste et réalisateur espagnol né le 20 janvier 1944 à Madrid.

## Biographie
En 1996, il reçoit la Médaille d'or du mérite des beaux-arts par le Ministère de l'Éducation, de la Culture et des Sports.

## Filmographie

### Comme réalisateur
- 1975 : Al fútbol
- 1975 : Mi Marilyn
- 1976 : Tiempo de gente acobardada
- 1977 : Asignatura pendiente
- 1978 : Solos en la madrugada
- 1979 : Las verdes praderas
- 1980 : Alfonso Sánchez
- 1981 : El crack
- 1982 : Volver a empezar
- 1983 : El crack II
- 1984 : Sesión continua
- 1987 : Asignatura aprobada
- 1992 : Casablanca revisitada
- 1994 : Canción de cuna
- 1997 : La herida luminosa
- 1998 : El abuelo
- 2000 : You're the One (una historia de entonces)
- 2002 : Historia de un beso
- 2004 : Tiovivo c. 1950
- 2005 : Ninette
- 2007 : Luz de domingo
- 2008 : Sangre de mayo
- 2012 : Holmes and Watson: Madrid Days
- 2019 : El crack cero

### Comme scénariste
- 1970 : El cronicón
- 1972 : La cabina
- 1973 : Le Bal du vaudou (Una gota de sangre para morir amando)
- 1974 : Los nuevos españoles
- 1975 : Al fútbol
- 1975 : Mi Marilyn
- 1977 : Asignatura pendiente
- 1978 : Solos en la madrugada
- 1980 : Alfonso Sánchez
- 1981 : El crack
- 1982 : Volver a empezar
- 1983 : El crack II
- 1984 : Sesión continua
- 1987 : Asignatura aprobada
- 1992 : Casablanca revisitada
- 2004 : Tiovivo c. 1950

### Comme producteur
- 2000 : Era outra vez (Érase otra vez) de Juan Pinzás